# Finale della Coppa CERS 2013-2014
La finale della 34ª edizione della Coppa CERS si è disputata il 6 aprile 2014 presso il PalaForte di Forte dei Marmi, in Italia, tra gli italiani del Breganze e gli spagnoli del Noia.
Essa è stata vinta dal Noia, al secondo successo nella competizione, con il risultato di 4 a 3. 

## Le squadre
| Squadre  | Partecipazioni precedenti (il grassetto indica la vittoria) |
| -------- | ----------------------------------------------------------- |
| Breganze | Nessuna                                                     |
| Noia     | 1987, 1998, 2001                                            |

## Tabellino
| Forte dei Marmi 6 aprile 2014 | Breganze | 3 – 4 | Noia | PalaForte |